# Anton Handlirsch

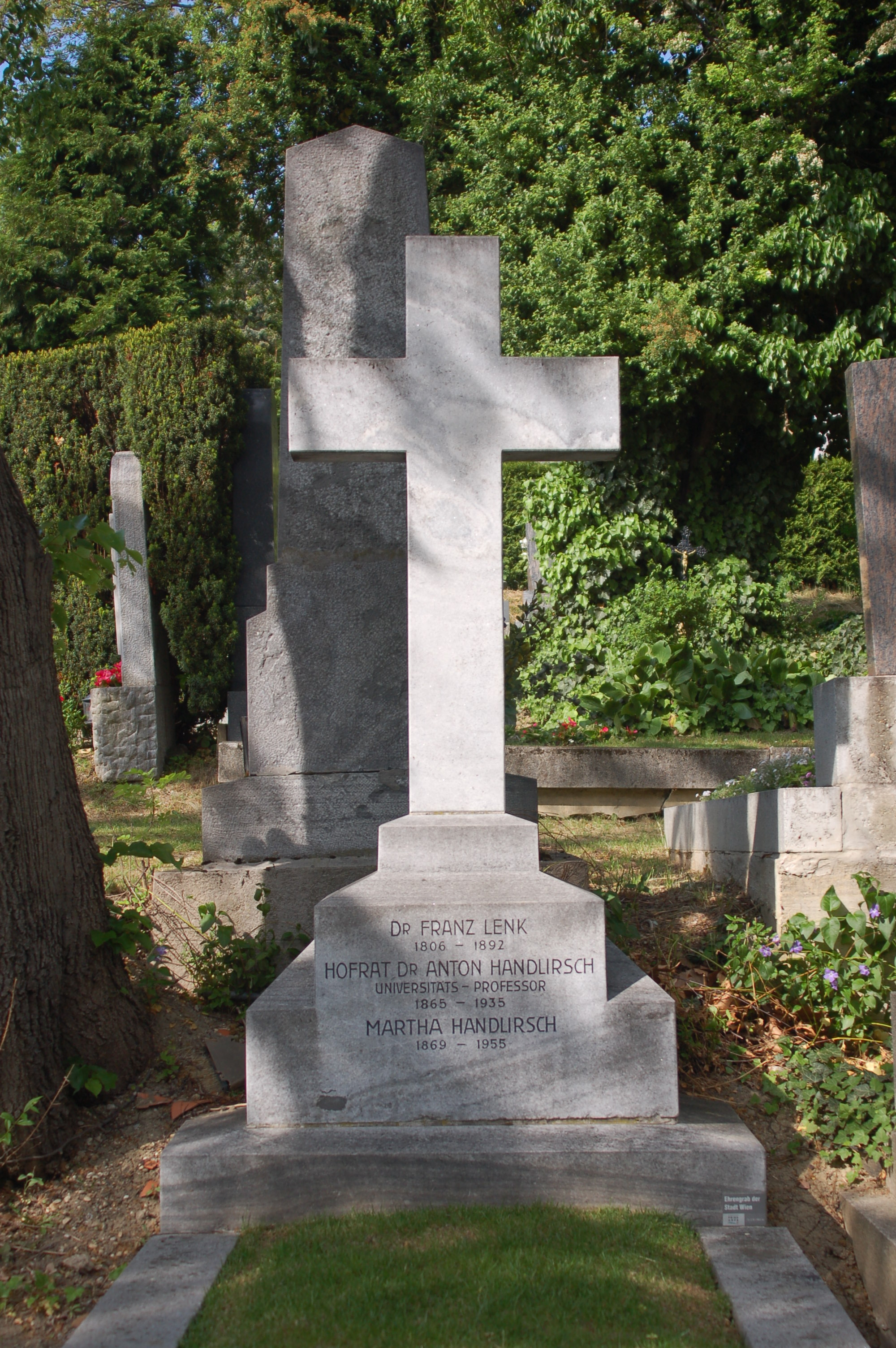
Grabmal von Anton Handlirsch

Anton Peter Josef Handlirsch (* 20. Jänner 1865 in Wien; † 28. August 1935 ebenda) war ein österreichischer Entomologe und Paläontologe. Seine grundlegenden Arbeiten zu fossilen Insekten machen ihn zu einem Pionier der Paläoentomologie.

## Leben
Er war der Sohn von Rosina (* 1841) und Peter Handlirsch (1831–1873). Sein Vater war als Koch beim Fürsten Schwarzenberg angestellt. Anton Handlirsch besuchte das Akademische Gymnasium in Wien und begann anschließend auf Wunsch seines Vaters ein Studium der Pharmazie an der Universität Wien, das er mit dem akademischen Grad eines Magisters abschloss. Angeregt durch seinen älteren Bruder, den Gerichtsmediziner und Entomologen Adam Handlirsch (1864–1890), und durch Friedrich Moritz Brauer wandte er sich dem Studium der Insekten zu. Handlirsch war ab 1886 als wissenschaftlicher Hilfsarbeiter am Naturhistorischen Hofmuseum in Wien tätig und wirkte beim Einrichten des 1889 eröffneten Museumsneubaus mit. Er blieb bis zu seiner Pensionierung am Museum, wurde 1892 Assistent, 1899 Kustos-Adjunkt, 1906 Kustos II. Klasse, 1918 Kustos I. Klasse und schied 1922 als Direktor. Er konzentrierte sich jetzt auf seine Tätigkeit als Präsident der Zoologisch-Botanischen Gesellschaft in Wien. 1923 verlieh ihm die Universität Graz die Ehrendoktorwürde. 1924 habilitierte er an der Universität Wien, die ihn 1931 zum außerordentlichen Professor berief. Von einem Schlaganfall im Jahre 1928 erholte er sich nie wieder ganz. Er starb 1935 und wurde auf dem Dornbacher Friedhof (Gruppe 11, Nummer 10) in Wien bestattet.
Handlirsch war seit 1892 mit Martha Allounek (1869–1955) verheiratet. Das Paar hatte einen Sohn und eine Tochter.

## Leistung
Handlirsch hat ein sehr umfangreiches Werk hinterlassen. In den frühen Jahren beschäftigte er sich überwiegend mit den Grabwespen (Spheciformes) und anderen Hautflüglern (Hymenoptera). Schon sein erstes Werk „Monographie der mit Nysson und Bembex verwandten Grabwespen“ ist, nimmt man alle zwischen 1887 und 1895 erschienenen Teile zusammen, mehr als eintausend Seiten stark. Am Naturhistorischen Hofmuseum übernahm Handlirsch die Pflege der Hemipteren-Sammlung, die er durch Zukäufe und Schenkungen vergrößerte und zu weltweiter Bedeutung brachte.
Um 1900 begann Handlirsch sich dem Studium fossiler Insekten zuzuwenden. Das führte ihn zwangsläufig zu entwicklungsgeschichtlichen Fragestellungen. Es gelang ihm, die bis dahin rein spekulativen phylogenetischen Hypothesen auf eine sichere wissenschaftliche Grundlage zu stellen. Mit seinem Hauptwerk „Die fossilen Insekten und die Phylogenie der rezenten Formen“ wurde er zum eigentlichen Begründer der Paläoentomologie und blieb zeitlebens der wichtigste Vertreter dieses Fachs. In den 1920er Jahren schrieb er große Abschnitte von Willy Kükenthals „Handbuch der Zoologie“ und den gesamten 3. Band von Schröders „Handbuch der Entomologie“.
Bleibende Verdienste erwarb Handlirsch sich um die Zoologisch-Botanische Gesellschaft in Wien, der er bereits 1884 beigetreten war. Ab 1893 war er Sekretär, ab 1900 Schriftleiter ihres Fachorgans „Verhandlungen der Kaiserlich-Königlichen Zoologisch-Botanischen Gesellschaft in Wien“. Von 1919 bis 1929 führte er die Gesellschaft als Präsident durch die schwierigen Zeiten nach dem Ersten Weltkrieg.

## Ehrungen
Handlirsch wurde für sein Werk vielfach geehrt. 1921 wurde er zum Hofrat ernannt. Er war seit 1914 korrespondierendes, seit 1922 wirkliches Mitglied der Akademie der Wissenschaften in Wien. Er war Ehrenmitglied der zoologisch-botanischen Gesellschaft in Wien sowie der deutschen, schweizerischen, schwedischen, niederländischen, spanischen, russischen und amerikanischen entomologischen Gesellschaften, zudem Ehrenmitglied der Entomologischen Kongresse. Er war Träger des Franz-Joseph-Ordens (1911) und anderer hoher Auszeichnungen.
Sein Grab gehört zu den von der Stadt Wien ehrenhalber gewidmeten. Im Wiener Gemeindebezirk Hernals ist seit dem 18. Januar 1966 die Handlirschgasse nach ihm benannt.

## Schriften (Auswahl)
- Monographie der mit Nysson und Bembex verwandten Grabwespen. Sitzungsber. Akad. Wiss. Wien Bd. 95, 1887, S. 246–421 (zobodat.at [PDF]), Bd. 96, 1888, S. 219–311 (zobodat.at [PDF]), Bd. 97, 1889, S. 316–565 (zobodat.at [PDF]), Bd. 98, 1890, S. 440–517 (zobodat.at [PDF]), Bd. 99, 1891, S. 77–166 (zobodat.at [PDF]), Bd. 101, 1892, S. 25–181 (zobodat.at [PDF]), Bd. 102, 1893 S. 657–942 (zobodat.at [PDF]), Bd. 104, 1895 S. 801–1079 (zobodat.at [PDF]).
- Monographie der Phymatiden. In: Ann. naturhist. Hofmuseums Wien 12, 1897, S. 127–230.
- Die fossilen Insekten und die Phylogenie der rezenten Formen. Verlag Wilhelm Engelmann, 1430 S., Leipzig 1906–1908.
- Über Insektenreste aus der Trias Frankens. In: Abhandlungen der Naturhistorischen Gesellschaft zu Nürnberg 18, 1912, S. 79–82.
- Eine interessante Crustaceenform aus der Trias der Vogesen. In: Verhandlungen der kaiserlich-königlichen zoologisch-botanischen Gesellschaft in Wien 64, 1914, S. 1–8.
- Fossile Ephemeridenlarven aus dem Buntsandstein der Vogesen. In: Verhandlungen der kaiserlich-königlichen zoologisch-botanischen Gesellschaft in Wien 68, 1918, S. 112–114.
- Geschichte, Literatur, Technik, Paläontologie, Phylogenie und Systematik der Insekten. In: Chr. Schröder (Hrsg.): Handbuch der Entomologie, Bd. 3, 1201 S., 1040 Abbildungen, 1925.
- Allgemeine Einleitung in die Naturgeschichte der Gliederfüßer. In: W. Kükenthal (Hrsg.): Handbuch der Zoologie, Bd. 3, 1926, S. 211–276.
- Allgemeine Einleitung in die Naturgeschichte der Insecta. In: W. Kükenthal (Hrsg.): Handbuch der Zoologie, Bd. 4, 1926, S. 403–592.
- Gegen die übermäßige Zersplitterung der systematischen Gruppen. In: Zoologischer Anzeiger 84, 1929, S. 85–90.
- Neue Untersuchungen über die fossilen Insekten mit Ergänzungen und Nachträgen sowie Ausblicken auf phylogenetische, palaeogeographische und allgemein biologische Probleme. In: Annalen des Naturhistorischen Museums in Wien 48, 1937, S. 1–140 (zobodat.at [PDF; 12,4 MB]).
- Neue Untersuchungen über die fossilen Insekten mit Ergänzungen und Nachträgen sowie Ausblicken auf phylogenetische, palaeogeographische und allgemein biologische Probleme. II. Teil. Die Insekten der Trias. In: Annalen des Naturhistorischen Museums in Wien 49, 1938, S. 1–240 (zobodat.at [PDF; 29,6 MB]).